# Prise de Breslau
Pour les articles homonymes, voir Breslau (homonymie).
Quatrième Coalition
La prise de Breslau fait suite au siège de la ville de Wrocław en novembre et décembre 1806 et fait partie de la campagne de Prusse et de Pologne pendant les guerres de la Quatrième Coalition. La ville se rend le 29 décembre 1806. Le nom de la ville, orthographié « Breslaw », figure sous l'Arc de triomphe de l'Étoile.

## Contexte
L'armée de Jérôme Bonaparte est composée de divisions bavaroises et wurtembergeoises. Le prince laisse le général Dominique René Vandamme prendre le relais du siège de Głogów pendant que lui-même part assiéger Breslau, alors tenue par les prussiens. [réf. nécessaire].

## Siège de la ville
Les troupes françaises arrivent le 8 décembre 1806 devant la ville de Breslau, et commencent le siège de la ville le 9 décembre.
Le commandant de la ville refusant de se rendre, il fait mettre le feu aux faubourgs de la ville pour évaluer la réaction des assiégeants. Jérôme Bonaparte fait alors éteindre les incendies par des corps Wurtembergeois.
La ville se rend le 29 décembre 1806, dès le début du bombardement[réf. nécessaire].

## Conséquences de la prise de Breslau
Après la prise de Breslau, les forces napoléoniennes font détruire le mur d'enceinte de la ville et organisent des élections générales libres pour élire le conseil municipal en 1806. La destruction du mur d'enceinte a pour effet de désenclaver la ville, dont la situation économique s'améliore considérablement[réf. nécessaire].
En 1813, Frédéric-Guillaume III de Prusse prononce le discours « An mein Volk » (« À mon peuple ») à Breslau. Cela donne le signal pour rejoindre les troupes russes et combattre Napoléon[réf. nécessaire].

## Postérité
Le nom de la ville de Breslau, orthographié « Breslaw », est gravé sous l'Arc de Triomphe de l'Étoile.